# Cuculus
Cuculus é um género de cucos que possui representantes em quase todo o Velho Mundo, ainda que a maior diversidade se encontre no sul e sudeste da Ásia tropical. As espécies, ordenadas por ordem taxonómica, são:
- Cuculus crassirostris
- Cuculus sparverioides (atualmente Hierococcyx sparverioides[1])
- Cuculus varius (atualmente Hierococcyx varius[1])
- Cuculus vagans (atualmente Hierococcyx vagans[1])
- Cuculus fugax (atualmente Hierococcyx fugax[1])
- Cuculus pectoralis (atualmente Hierococcyx pectoralis[1])
- Cuculus solitarius
- Cuco-preto - Cuculus clamosus
- Cuculus micropterus
- Cuco-canoro - Cuculus canorus
- Cuco-africano - Cuculus gularis
- Cuco-oriental - Cuculus saturatus
  - Cuculus saturatus optatus (anteriormente horsfieldi')
  - Cuculus saturatus lepidus
- Cuco-pequeno - Cuculus poliocephalus
- Cuco-malgaxe - Cuculus rochii
- Cuculus pallidus (atualmente Cacomantis pallidus[1])